# Ecfrasi
L'ecfrasi (anche ècfraṡis o èkphrasis) è la descrizione verbale di un'opera d'arte visiva, come, ad esempio, un quadro, una scultura o un'opera architettonica.
Il termine viene dal greco ἔκϕρασις, dal verbo ἐκϕράζω, «espongo, descrivo, descrivo con eleganza», da ἐκ «fuori» e ϕράζω «parlo».
In letteratura esistono famose poesie che sono ottimi esempi di ecfrasi, una su tutte l'Ode su un'urna greca di John Keats. Questa tecnica viene oltretutto utilizzata da Teocrito nel primo idillio.

## Definizione
L'ecfrasi è generalmente considerata una figura retorica nella quale un'arte tenta di correlarsi a un'altra arte definendo e descrivendo l'essenza e la forma dell'arte originaria, e nel far questo "rivela" e "porta alla vita" particolari normalmente invisibili a chi non sia esperto di quella particolare forma d'arte. Un'opera descrittiva di prosa o di poesia, un film o perfino una fotografia possono quindi evidenziare, ciascuna col linguaggio che le è proprio, il significato o le particolarità di una qualunque altra opera delle arti visuali, e nel far ciò espandere l'esperienza estetica del fruitore. Un quadro può rappresentare una scultura e viceversa, una poesia illustrare un quadro, una scultura ritrarre la protagonista di un racconto: nelle giuste circostanze una qualunque arte può descriverne una qualsiasi altra, specialmente se l'elemento retorico, inteso come il sentimento dell'artista quando ha creato l'opera, è presente.
Al tempo dei Romani con l'ekphrasis venivano realizzate sculture greche, magari andate perdute o distrutte; si trattava quindi della riproduzione di una scultura con una descrizione.

## L'ecfrasi nella letteratura
Nell'ambito della letteratura greca, il più celebre esempio nell'utilizzo della tecnica dell'ekphrasis è probabilmente il passo dello scudo di Achille, contenuto nell'Iliade di Omero. Sopra questo è incisa la descrizione di due città, lungamente studiata per il suo valore archeologico, storico e letterario. Molto vicini a tale modello sono Lo scudo di Eracle, poemetto pseudo-esiodeo, e altri passi dai Sette contro Tebe di Eschilo (V secolo a.C.) alle Dionisiache di Nonno di Panopoli (VI secolo d.C.).
Nella letteratura latina, oltre a una gigantomachia raffigurata su bassorilievi descritta da Nevio nel suo Bellum Poenicum, l'esempio più eclatante è lo scudo di Enea virgiliano nell'Eneide. Un altro esempio si trova nel carme LXIV del Liber di Catullo.
Il primo esempio di ekphrasis come genere letterario, ossia di un'opera interamente dedicata alla descrizione di opere d'arte, è costituito dalle Immagini (Εἰκόνες) di Filostrato il Vecchio.

## Esempi
Il Malvasia descrive così una stampa di Annibale Carracci: "La tanto giusta, corretta e tenerona Venere, così ben dormiente nuda sopra serico letto, appoggiante la sinistra sopra ben spiumacciato origliere, la destra stesa, e poggiante sul ventre; scoperta ai piedi e mirata da curioso satiro, minacciato con l'arco alzato e irriso col dito in bocca da Amore sotto il mezzo padiglione; con lontananza di paese; bellissima acqua forte e aggiustata col bolino; once 7 per once 5 scarse; per traverso sottovi in un angolo 1592 AC."
Il Bellori descrive così l'estrema unzione di Nicolas Poussin: "Giace l'infermo in abbandono de gli spiriti e de le forze: il volto prostrato apparisce in profilo, e la morte s'imprime nella concavità de gl'occhi mezzi chiusi che danno segno d'addormentamersi; ma, chiudendosi le luci, viene ad aprirsi alquanto la bocca, alitando mortale respiro. Resta avvolto in una fascia quasi tutto il capo e la fronte; e la barba inculta e il pallore funesto accrescono la mestizia del sembiante. L'istesso effetto si palesa nelle membra estreme, e particolarmente ne' piedi, che primi sono a morire: s'annegriscono l'unghie, squallida la pelle di mortal gelo. Le mani ancora mostrano la medesima mancanza, curvandosi debilmente le dita; il braccio posa avanti lungo la sponda del letto, con la destra aperta all'unzione sagramentale, e di là apparisce alquanto la sinistra raccolta sopra il seno, donde si spande il lenzuolo con un panno di color verde, e resta discoperto il petto ignudo macero esangue nell'apparizione dell'ossa e attenuazione della vita."
Il lettore del Purgatorio non mancherà di ammirare questi rilievi, che Dante descrive nel decimo canto:

## Storia dell'ecfrasi

### Le forme platoniche come inizio dell'ecfrasi
Platone descrisse le forme nel libro X della Repubblica, usando oggetti reali.

### Dalla forma all'ecfrasi
Fu quest'epitome, questo modello di forma ideale, che un artigiano o più tardi un artista, avrebbe tentato di ricostruire nel suo anelito verso la perfezione.

### Socrate e Aristotele
In Socrate e Aristotele non è tanto la forma di ogni letto quanto lo stadio mimetico al quale un letto può essere visto a definire il concetto.

### Platone e Fedro
In un passo del Fedro, Socrate parla a Fedro dell'ekphrasis: "Tu sai, o Fedro...".

## Ecfrasi nozionale
L'ecfrasi nozionale può descrivere processi mentali come i sogni, i pensieri e i guizzi dell'immaginazione. Può anche trattarsi di un'arte che descrive o tenta di rappresentare un'altra opera d'arte ancora allo stato di abbozzo, in quanto quel che descrive esiste al momento solo nell'immaginazione dell'artista prima che inizi il suo lavoro creativo. L'espressione può anche essere applicata a una forma d'arte che descriva le origini di un'altra opera d'arte, come questa è venuta alla luce e in quali circostanze. Infine, può descrivere un'opera d'arte del tutto immaginaria e inesistente nella realtà come se questa esistesse realmente.